# وینگرورت
وینگرورت (به انگلیسی: Wingerworth) یک روستا و محله مدنی در بریتانیا است که در North East Derbyshire واقع شده‌است. وینگرورت ۶٬۵۳۳ نفر جمعیت دارد.